# 奇首可汗
奇首可汗是中国古代民族契丹早期神话中的始祖，在传说中提到都庵山是耶律氏的发源地。

## 民族起源
学术界考证契丹的起源，有30余种说法。
一种说法契丹源于東胡後裔鮮卑的柔然部。柔然部戰敗於鮮卑拓跋氏的北魏。其中北柔然退到外興安嶺一帶，成為蒙古人的祖先室韋。而南柔然避居今內蒙古的西喇木倫河以南、老哈河以北地區，以聚族分部的組織形式過著遊牧和漁獵的氏族社會生活。
《契丹国志》中另有一传说，称契丹人为白马青牛的仙人之后，两位仙人在木叶山相会，诞下八子，木叶山成为契丹八部落的发源地。这两个传说的本源并不相同，但元人修订《辽史》时将两者混为一谈。